# Trajanus
Trajanus, född Marcus Ulpius Traianus, som kejsare Imperator Caesar Divi Nervae filius Nerva Traianus, född 18 september 53 i Italica (i närheten av Sevilla), död 7 augusti 117 efter ett slaganfall i Selinus i Mindre Asien, var romersk kejsare från den 28 januari 98. Han var gift med Pompeia Plotina. Traditionellt ses han som en av de främsta romerska kejsarna. Av detta skäl fick han hederstiteln Optimus ("den bäste") under sin livstid, och under senantiken blev det traditionsenligt att ropa "lyckligare än Augustus, bättre än Trajanus!" till kejsaren.

## Vägen till makten

### Från födelsen till Domitianus död
Trajanus föddes i Spanien i en anrik romersk familj som valt att flytta dit från Italien. Han blev på så sätt den förste kejsaren som inte hade italienskt ursprung. Hans far, som också hette Marcus Ulpius Traianus, hade gjort en lysande karriär som befälhavare för tionde legionen i judiska kriget, konsul år 70, guvernör i Syria samt Hispania Baetica och Asia.
Tack vare sin far hade Trajanus goda karriärmöjligheter. Han var militärtribun i Syria under 70-talet, blev sedan befälhavare för sjunde legionen i Legio (nutida León). Som befälhavare för sjunde legionen kom han till Domitianus hjälp för att slå ner Saturninus uppror i Germania Superior, men kom fram först när striderna avtagit. Därefter blev han en av Domitianus gunstlingar och fick tjänstgöra som praetor kring år 85 och som konsul år 91 men efter att den impopuläre Domitianus mördats stannade Trajanus karriär av för ett tag.

### Med Nerva som kejsare
När Nerva blev kejsare år 96 blev Trajanus guvernör i Germania Superior. Senare samma år anlände ett meddelande om att Nerva adopterat honom. Nerva, som var impopulär bland soldaterna efter ett myteri som praetoriangardet gjorde år 97, var tvungen att stärka sitt stöd inom militären. Därför adopterade han Trajanus. I stället för att åka och återställa ordningen i Rom bjöd Trajanus in ledarna för myteriet. Han gjorde det under förevändningen att han skulle ge dem en särskild utmärkelse, men i stället lät han avrätta dem. Tillvägagångssättet stärkte Trajanus auktoritet och när han blev kejsare vid Nervas död såg han inget skäl att besöka Rom.

## Trajanus som kejsare

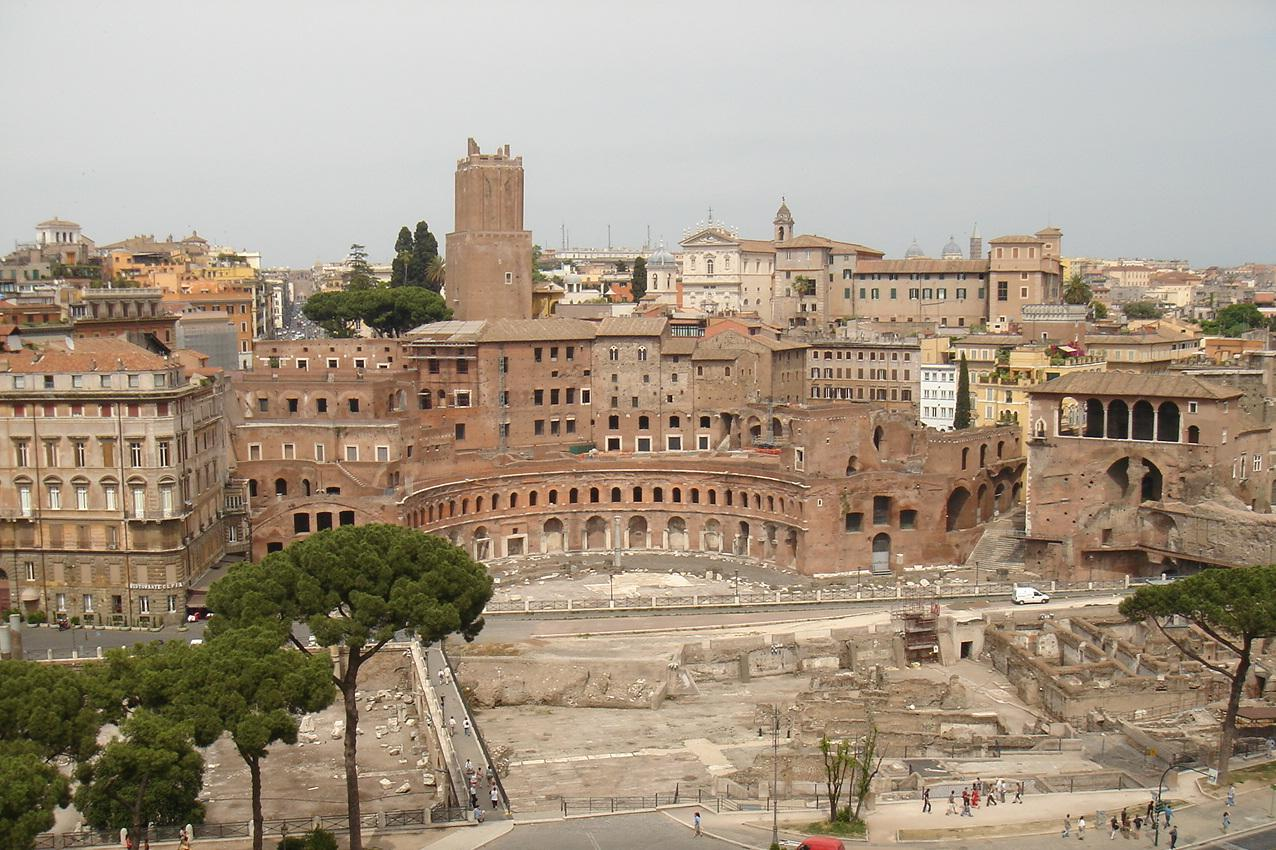
Trajanus forum byggdes mellan 107 och 113 och tillägnades Trajanus.

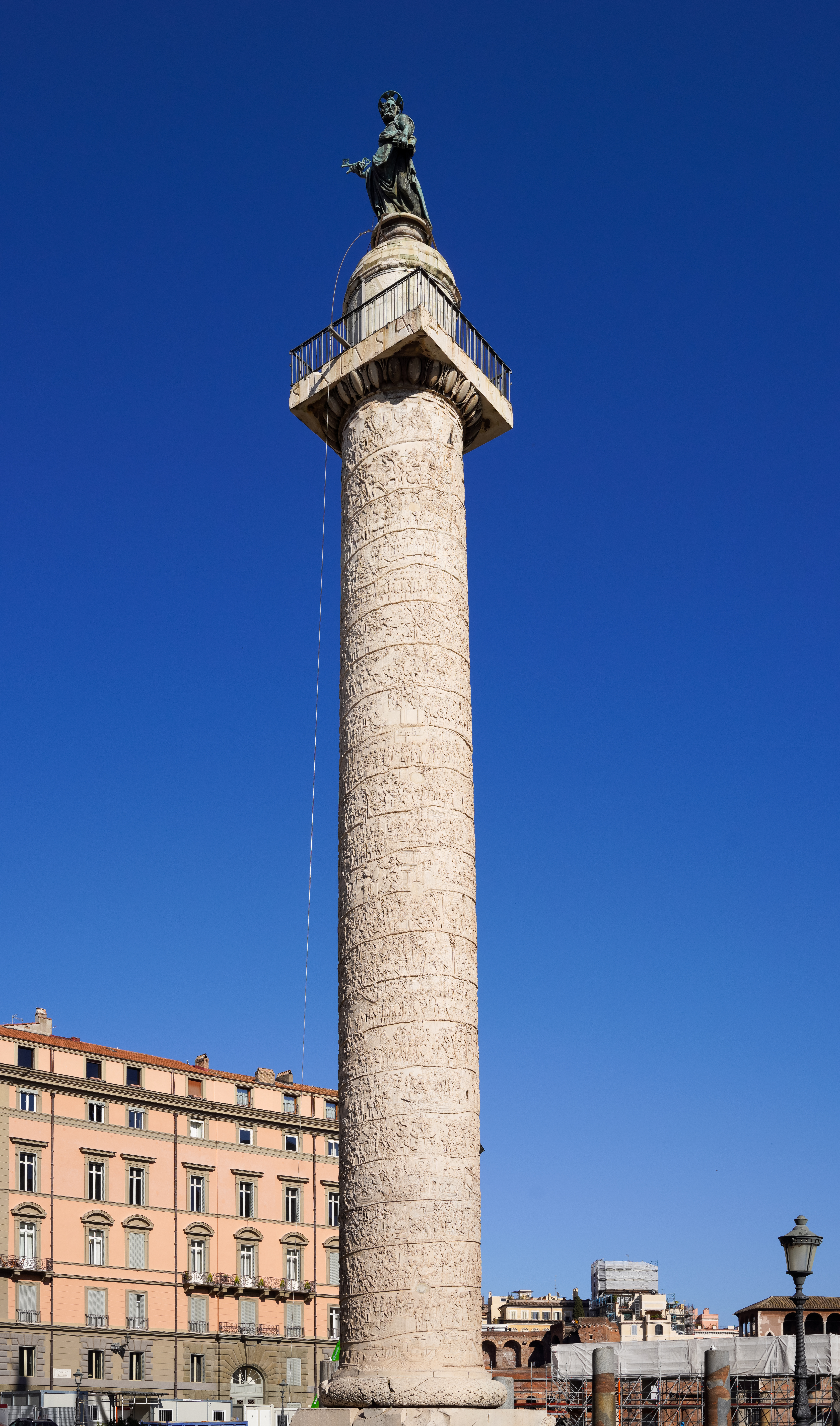
Trajanuskolonnen avbildar Trajanus fälttåg i Dakien. Ursprungligen kröntes den av Trajanus staty men 1588 satte man dit en staty föreställande aposteln Petrus.

Det första Trajanus gjorde som nybliven kejsare var att inspektera Rhen- och Donaufronterna. En tredjedel av legionerna var förlagda längs Donaufronten; ett personligt besök var ett bra sätt att försäkra sig om militärens framtida lojalitet.
Sensommaren 99 gjorde Trajanus som kejsare sitt första intåg i Rom och detta till fots. Han kramade om senatorerna och pratade med folk på gatorna. Även om Trajanus skulle bli en enväldig härskare kom han att ge intryck av att vara lättillgänglig och till skillnad från Domitianus hålla sig till de traditioner som ingick i kejsarrollen. Trajanus blev snabbt mycket populär bland folket och senatorerna. Historikern Dio Cassius berättar att han var mycket förtjust i vin, unga män, pojkar och krig.

### Fälttågen
Trajanus var en krigisk kejsare. Han var populär bland trupperna och var inte främmande inför att leda dem i strid och dela soldaternas mödor. Eftersom det inte fanns några direkta militära hot mot riket under Trajanus tid är det troligt att krigen återspeglar hans egen lust att erövra.

#### Mot Dakien
Trajanus två första fälttåg var riktade mot dakernas rike; då styrt av kung Decebalus. Domitianus hade aldrig lyckats slå dakerna i grunden och Decebalus hade nu börjat tänja på det befintliga fredsfördraget. Mot slutet av 101 gick de romerska arméerna, ledda av Trajanus, över Donau och besegrade dakerna vid Tapae. Vintern 102–103 gav sig Decebalus på ett misslyckat motanfall över Donau. År 103 svarade Trajanus arméer med att gå djupt in i Dakien och belägra huvudstaden Sarmizegetusa(en). Decebalus gick då med på ett fredfördrag där stora landområden norr om Donau blev romerska.
Freden höll inte och år 105 begav sig Trajanus åter till Dakien. De romerska utposterna där hade redan fallit, men den här gången kunde romarna dra nytta av den nybyggda bron över Donau för att snabbt avancera in i Dakien. Det räckte att Trajanus trupper dök upp för att många av Decebalus allierade skulle överge honom. De romerska arméerna gick nu rakt mot Sarmizegetusa som intogs och plundrades. Decebalus flydde, men när han var nära att tillfångatas begick han självmord. Mot slutet av år 106 hade allt motstånd kvästs. De dakiska fälttågen kom att förevigas på Trajanuskolonnen.

#### Österut
År 114 var det dags för ett nytt fälttåg mot Partien, ett rike som varit mäktigt men nu var i nedgång. Detta krig skulle vara till kejsarens död. Krigsorsaken var att parterna lyckats sätta en partisk kung på tronen i Armenien, ett kungadöme som då var en buffertstat mellan Partien och romarriket. Trajanus svarade genom att helt enkelt gå in i Armenien och göra landet till en romersk provins. Omkring sjutton av trettio legionerns samlades till en armé i sin helhet eller som en vexillatio (avdelning). År 116 erövrades hela Mesopotamien inklusive den Parthiska huvudstaden Ctesiphon.
År 116 inleddes ett uppror i Mesopotamien och år 117 misslyckades Trajanus med att inta Hatra. Samtidigt gjorde judarna i Cyrenaica uppror varefter oroligheterna spred sig till provinserna Aegyptus och Cyprus. Rikets norra gräns sattes nu också under allt starkare tryck. Trajanus lämnade nu sin armé i Syria och reste till Rom för att ta itu med krissituationen. Under tiden med motgångar hade Trajanus hälsa försämrats och han var redan sjuk då han återvände till Rom. Den 9 augusti 117 dog han i vad som troligen var ett slaganfall. Hans aska placerades i Trajanuskolonnens fot.

## Utmärkelser
Asteroiden 7445 Trajanus är uppkallad efter honom.